# Paul Tschang In-Nam
Paul Tschang In-Nam (ur. 30 października 1949 w Seulu w Korei Południowej) – duchowny katolicki, arcybiskup, nuncjusz apostolski. 

## Życiorys
17 grudnia 1976 otrzymał święcenia kapłańskie.
19 października 2002 został mianowany przez Jana Pawła II nuncjuszem apostolskim w Bangladeszu oraz arcybiskupem tytularnym Amantia. Sakry biskupiej 6 stycznia 2003 udzielił papież Jan Paweł II.
W 2007 został przeniesiony do nuncjatury w Ugandzie.
4 sierpnia 2012 został przeniesiony do nuncjatury na Tajlandii, będąc równocześnie akredytowanym w Kambodży, Laosie i Birmie. 16 lipca 2022 został nuncjuszem apostolskim w Holandii.
13 lutego 2025 Franciszek przyjął jego rezygnację z urzędu nuncjusza apostolskiego w Holandii.